# Lipotriches satelles
Lipotriches satelles là một loài Hymenoptera trong họ Halictidae. Loài này được Cockerell mô tả khoa học năm 1912.